# Stichting 8 december 1982
De Stichting 8 december 1982 is een Surinaamse organisatie met het doel om de nagedachtenis van de slachtoffers van de Decembermoorden in 1982 in ere te houden.
De stichting ondersteunt de nabestaanden van alle dodelijke slachtoffers tijdens het militaire regime in Suriname. Ze richt zich op de waarborging van mensenrechten en gerechtigheid.

## Achtergrond
De stichting is op 6 mei 2009 opgericht om de nagedachtenis in ere te houden van de 15 slachtoffers van de Decembermoorden in 1982. Deze moorden werden gepleegd in het Bastion Veere in Fort Zeelandia in Paramaribo. Daarnaast richt ze zich op de versterking van de bescherming van de mensenrechten in Suriname, zowel in het algemeen als met betrekking tot het strafproces rondom de Decembermoorden. De voorzitter is Sunil Oemrawsingh, een neef van Sugrim Oemrawsingh die een van de slachtoffers in 1982 was.
In het jaar van oprichting onthulde president Ronald Venetiaan onder grote belangstelling een monument bij het Bastion Veere, waar de namen van de slachtoffers in staan gegrift. De kranslegging op 8 december door het Comité Slachtoffers en Nabestaanden van Politiek Geweld, die het ook voor de actoren tijdens de Decembermoorden en de Binnenlandse Oorlog (1986-1992) opneemt, wordt door Oemrawsingh gezien als zout in de wonde van de slachtoffers.

## Verzet tegen vrije dagRevo Day
Tijdens de kabinetten-Bouterse I en II (2010-2020) werd 25 februari (de datum in 1980 van de Sergeantencoup) tot officiële vrije dag verklaard in het kader van de Dag van de Revolutie, ook wel Revo Day. De Stichting 8 december 1982 heeft zich hier sinds de eerste viering in 2011 met klem tegen verzet. "De Decembermoorden waren evenals de massaslachting in Moiwana en andere ernstige mensenrechtenschendingen een uitvloeisel van de staatsgreep van 25 februari 1980 omdat met de staatsgreep de rechtsorde omver werd geworpen en daarmee de borging van het recht op leven en andere mensenrechten teloorging," zo lichtte de stichting toe. In 2021 maakte de regering-Santokhi de viering van de revolutie weer ongedaan, waarmee te kennen werd gegeven dat er in Suriname als democratische rechtsstaat geen ruimte kan zijn voor de viering van een staatsgreep.